# カスタムビートバトル ドラグレイド
『カスタムビートバトル ドラグレイド』（Custom Beat Battle Draglade、略称：ドラグレ）は、2007年5月17日にバンプレスト（後のバンダイナムコエンターテインメント）から発売されたニンテンドーDS用ゲームソフト。
続編『カスタムビートバトル ドラグレイド2』についても本項で扱う。

## 概要
音と格闘を題材としたアクションゲームで、プレイヤーはキャラクターの様々な要素をカスタマイズすることができる。
RPGモードでは、メジャーグラッパーを目指す4人の主人公から一人を操作して、物語はその主人公の視点で進められる。
「ニンテンドーWi-Fiコネクション」に対応しており、遠くのプレイヤーと1対1の勝負が可能となっている。ただし、使用できるキャラは主人公の4人のみ。

## システム
十字キーでの操作に加え、Bボタンがジャンプ、Yボタンが弱攻撃、Xボタンが強攻撃、Aボタンがバレット（後述）、Rボタンがガード、Lボタンがビートコンボ（後述）にそれぞれ対応している。

### MP（マターポイント）
他対戦格闘ゲームにおける「HP（ヒットポイント）」に相当する。通常の対戦での最大値は3000で、これがゼロになると戦闘不能（VANISH）となる。

### BP（ビートポイント）
他対戦格闘ゲームにおける「パワーゲージ」に相当する。時間経過や基本攻撃を命中させることで増加していき、バレットやビートコンボを発動する際に消費する。最大値は9。

### バレット
他対戦格闘ゲームにおける「必殺技」に相当する。火、水、土、雷、風、氷、毒、花、音、光、闇、無の属性が存在し、その性能も攻撃力の高いものや単発威力は低いが取り回しの良いもの、MPを回復するものなど様々である。消費するBPはバレットによって異なる。プレイヤーは多数あるバレットからあらかじめ自由に選んでデッキに設定しておくことで試合中に使用する事が出来る。通常使用するメインバレットと控えであるストックバレットをそれぞれ3個ずつ設定可能で、試合中に下画面のアイコンをタッチすることでメインバレットとストックバレットを必要に応じて入れ替えることが可能となっている。
ニンテンドーWi-Fiコネクションに接続することでのみ手に入る、前述の属性に当てはまらないダウンロードバレットも存在する（現在サービスは終了しているため、該当するバレットを既に持っているプレイヤーから通信で受け取る以外に正規の入手手段は無い）。

### ビートコンボ
本シリーズ特有のシステム。BPが1以上の状態でLボタンを押すことでビートコンボ状態に突入し、弱攻撃の代わりに音を奏でながらの連続攻撃が可能になる。プレイヤーはデッキにあらかじめビートコンボ用の音楽（ビートスコア）をセットしておき、ビートコンボではそのセットした音楽を演奏することとなる。このビートスコアは12個の8分音符で構成されており、プレイヤーが自ら作曲する事も可能である。
発動中は画面下にあるリズムゲージにリズムレイ（『2』では「リズムマーカー」）が表示され、連続攻撃を開始することでリズムレイが左に流れ始める。リズムレイがリズムライン（いわゆる判定エリア）に重なったところで音楽ゲームのようにタイミング良くYボタンを押すことで連続攻撃となる（タイミングが合っているほど攻撃力が高く、評価はCOOL!＞GOOD＞BADの順に高い）。大きく押し遅れると最初から演奏し直しとなる。
ビートコンボ発動中はBPを消費し続ける。また、発動中はバレットを使用する事は出来ない。BPを全て消費する、ダメージを受けてのけぞる、曲を最後まで演奏する、再度Lボタンを押す、のいずれかの条件でビートコンボ状態は解除される。
『2』では曲を最後まで演奏、あるいはLボタンを押してビートコンボ状態が解除された際に一定の硬直が発生するようになった。

### スーパービートコンボ
残りMPが最大値の10%以下、かつBPが9の状態で発動できる。条件を満たした状態でLボタンと十字キーの上を同時に押すことで自キャラクターから光が現れる。その光を敵に命中させるとスーパービートコンボ状態に移行し、キャラクター固有のビートスコアと共に敵に大きなダメージを与える。
スーパービートコンボ状態は通常のビートコンボと同じくリズムゲージとリズムレイが表示され、タイミング良くYボタンを押すことで攻撃力が上昇する。

## 登場キャラクター
キャラクター名の右の括弧は海外版での名称を表す。また、テーマ曲の名前は『2』のサウンドトラックに収録されている曲名に順ずる。

### プレイヤーキャラクター
ヒビト (Hibito)
武器 - ソード / 属性 - 火
本作の主人公の一人。幼い頃からクロスに助けられたことがきっかけで長年修行し祖父に反対されながらもメジャーグラッパーを目指していく熱血漢の少年。グラップする時の口癖は「熱いグラップ見せてやるぜ!!」。グラップ試験に合格した直後に遭遇したバリアントを倒したところで風のグラッパー「ユーキ」と出会う。一緒にメジャーグラッパーを目指そうと友達になるが、マッドカンパニーの内部を探っている内にジークの不意打ちを食らい、ユーキが離脱してしまう。ユーキの豹変にひるまず審査を進んでいくが、妹がマッドカンパニーに誘拐されてしまい、祖父の忠告も聞かずにマッドカンパニー研究所へ向かった。その最中に聖なるドラゴンから譲り受けた力でマッドカンパニーの親玉を倒し、最終審査で数々のライバルを倒してメジャーグラッパーとなり、ユーキに本当の強さを教えて改心させた。その後、遠くでメジャー大会が開かれることを知り、強い敵との闘いに望んでいった。
『ドラグレイド2』では、メジャーグラッパーの夢を果たし、G-1メジャーグランプリではライオを好敵手と認め激突する。大会で優勝して世界一になる夢を抱きつつ、クロスとの対決を望んでいる。性能としては技や挙動に癖が無く初心者にも扱いやすいグラッパー。特に攻撃範囲と空中での強攻撃の持続に優れており、正面から強引に主導権を握る戦いを得意としている。ビートドライヴでは剣に炎が宿り、攻撃スピードが上昇したり多段ヒットするようになったりする他、特定のコマンド入力で様々な攻撃を連携させる乱舞を繰り出せるようになる。
テーマ曲は「炎のギター」。
カイル (Kyle)
武器 - ランス / 属性 - 水
本作の主人公の一人。海賊団ブルーホエールの船長であるオルカの息子。ドラドラ団のリーダーであるプリンの策略により莫大な借金を背負い、ゴージャスメジャー大会で大金を手に入れようと決断する。グラップ試験に合格した直後に再びプリンと遭遇し、その場で待つように命じられるも「誰が待つかよ、バーロー」と次の審査へと進んでいった。そして最終審査でメジャーグラッパーになるもゴージャスメジャー大会の開催時期が数年前であったことを知り落胆するも、仲間のおかげで結果的に大金は手に入った。
『ドラグレイド2』では父からブルーホエールの船長の座を譲り受けるも、楽観的かつがさつな性格が災いして船を損傷させてしまったため、修理費用の調達として大会に参戦した。敗退後は「陸のおたから」を求め、部下と共に旅を続けるために去っていった。機動力・全体的な攻撃範囲に優れながら小回りの利く技も多く持つため、火力以外は総じて優秀。ビートドライヴでは身の回りをイルカのような水流が渦巻く。体当たりで敵に直接当てることが出来るほか、通常攻撃と共に飛ばすことも可能。
テーマ曲は「パイレーツ・バレット」。
ダイチ (Daichi)
武器 - ハンマー / 属性 - 土
本作の主人公の一人。動物と話せる素質を持っている少年。動物を守る為の誇りをつかむべくメジャーグラッパーになることを決意する。モモンガのモンジを連れているが、ジークによって気絶している間にはぐれてしまう。モンジに会いに行くべく審査を進めていくと狂暴化したモンジが故郷を襲っており、グラップせざるを得ない上に親友に庇われ、モンジ達を傷付けたことに怒りを覚えマッドカンパニーへ向かう。市長に「痛がっている気持ちは動物も同じ」と反省させ、親玉と戦いを繰り広げた後、親友からマフラーを受け取って世界中の動物を守る旅に出るのだった。
『ドラグレイド2』では使用可能キャラクターの中では唯一G-1メジャーグランプリに出場しておらず、ガーディの旅を続けている。ライオが動物を襲っていたと誤解し、ライオに襲い掛かる。誤解が解け和解した後は再び動物を守る旅へと戻っていった。性能としては典型的な低速・高攻撃力のパワー型。至近距離での択一攻めや持続の長い強攻撃は強力だが、基礎性能の関係上接近を試みても迎撃されやすいのが欠点であり最大の課題と言える。ビートドライヴでは攻撃力・ガードクラッシュ性能の高い巨大なハンマーで攻撃する。
テーマ曲は「ヒュージハンマー」。
ガイ (Guy)
武器 - ナックル / 属性 - 雷
本作の主人公の一人。元々は「黒牙」の一員である少年。本来の力を失っていた為、孤高の旅に出る。グラッパー審査を「修行」と称し、かつての自分を乗り越えることを決意する。兄への復讐に来たシェラや黒牙時代から親友だったギャモンに圧倒されるも聖なるドラゴンの力を得てメジャーグラッパーとなり、ギャモンとの闘いに決着を付けた。
『ドラグレイド2』では過去の行いへの贖罪のため「黒牙」を打倒するため世界中を飛び回っている。G-1メジャーグランプリに「黒牙」が参加する事を知り、大会に出場した。性能は高機動・短射程、ビートドライヴの攻撃性能も高いほか、全グラッパーで唯一弱攻撃が4段まで存在する攻撃特化型。他の追随を許さない火力を持つ反面で正面からの差し合いでは多くの場合射程負けするため、敵の懐へ的確に潜り込むことが求められる上級者向けのグラッパー。ビートドライヴでは雷を身にまとった突進攻撃が可能になる。
テーマ曲は「電撃ナックル」。
シェラ / シェラ・エスカテント (Shelly / Shelly Escatent)
武器 - ボウ / 属性 - 氷
寡黙な弓使いの少女。本名は「シェラ・エスカテント」。兄の仇を取る為「黒牙」の情報を探し回っている。元黒牙の一員だったガイを一度は圧倒し、マッドカンパニー脱出を試みた時も稽古をつける。和解した後はガイのパートナーとして行動する。マッドカンパニー壊滅後は「私の心の氷を…」と告げた。
アスカ (Asuka)
武器 - ファン / 属性 - 花
男勝りな少女。ダイチとは親友関係。よく自分をからかうモンジには頭が上がらない。モンジが狂暴化した際にはダイチを庇う形で重傷を負う。ダイチの成長を見届けて自分のマフラーをダイチに渡した。
ユーキ (Yuki)
武器 - レイピア / 属性 - 風
メジャーグラッパーを目指している少年。当初はヒビトと同じくメジャーグラッパーを目指しておりそれが縁で友達となったがヒビトと違って修行はしていなかった為マッドカンパニーで力が強くなる方法を探っている。ヒビトがひるんだ隙に新たなGコンを身に着け、ヒビトと敵対する。その後はグラッパーを襲っていると勘違いされながらもデータ集めの為にグラップをしており、その噂を聞いたヒビトと対決する。一度はヒビトを圧倒したが後にメジャーグラッパーになったヒビトとの再戦で敗れ、新たなGコンなしでバリアントを倒した時のことを思い出し、改心した。Gコンを捨てた後は一から審査を進めてヒビトのライバルとして立ち上がってみせると打ち明けた。
ギャモン (Gyamon)
武器 - クロー / 属性 - 毒
「黒牙」の一員である金髪の少年。黒牙を裏切ったガイを積極的に襲うも、最終決戦では返り討ちに遭い、自身のGコンも壊される。負けを認めた後はガイに黒牙の本拠地を伝えて去っていった。
ジーク (Zeke)
武器 - ガンソード / 属性 - ？
悪の組織「マッドカンパニー」の雇われ遊撃隊。マッドカンパニーに潜入した主人公と戦う。初戦ではシナリオに見合わぬ強さを持っており、主人公が勝利してもひるまず不意打ちを与える。
『ドラグレイド2』にも登場しており、大会の裏で暗躍するがその真意は不明。世界的なトップグラッパーであるクロスとも互角に渡り合う実力を持つ。性能は各攻撃のスペックや機動力がバランス良くまとまっているオールラウンダー。弱攻撃からのみ派生できる強攻撃といった独自の攻撃手段も持つ。ビートドライヴでは闇属性の弾丸を多数発射する遠距離攻撃が可能になる。
テーマ曲は「ショットオブザダーク・ファイナル」。

### その他のキャラクター
ヒゴロー
ヒビトの祖父。Gコン職人でいつもヒビトに猛反対しているが、その理由はある出来事にあった。その後はヒビトと和解している。
ホノカ
ヒビトの妹。料理が得意でヒビトとヒゴローの仲裁者でもある。終盤で買い物に行く途中でマッドカンパニーの幹部に捕まってしまうが、後にヒビトに助けられる。続編ではサブクエストに登場している。
プリン
ドラドラ団の女ボス。カイルに莫大な資金を要求し、グラップを何度も挑むが敗北し、ダークGコンのとりこになってしまう。続編ではサブクエストに登場している。
イチマーン
グレイド - アックス / 属性 - 無
お金持ちの息子。父親のオクマーンが豪華商品を賭けたメジャー大会を開いている。『ドラグレイド2』ではG-1メジャーグランプリに出場している。

## カスタムビートバトル ドラグレイド2
『カスタムビートバトル ドラグレイド2』（Custom Beat Battle Draglade 2、略称：ドラグレ2）は、2008年7月10日にバンダイナムコゲームス（後のバンダイナムコエンターテインメント）から発売されたニンテンドーDS用ゲームソフト。

### 概要（ドラグレイド2）
新システムとしてビートドライヴが導入されたほか、新たなアクションにダウン回避、ガードクラッシュ、バウンスアタックが追加された。
前作と同じくニンテンドーWi-Fiコネクションに対応しており、今作は隠しキャラクターも使用可能となっている。その代わり、ジーク以外の前作に登場していた隠しキャラクターは本作では登場していない。

### システム（ドラグレイド2）

#### ビートドライヴ
画面上部にはビートドライヴゲージが存在し、バレット以外の自分の攻撃を命中させることでビートドライヴゲージ上にあるドライヴマーカーを敵側に押し込むことが出来る。逆に自分が敵から攻撃を受ければドライヴマーカーは押し込まれる形になる。ドライヴマーカーを最大まで押し切ることで自動で一定時間のビートドライヴ状態に突入し、攻撃力が上昇し、キャラクターに応じた特殊な攻撃を行う事が出来るようになる。その代わりデメリットとして防御力が減少するほか、バレット・ビートコンボ・スーパービートコンボの発動が一切不可能になる。
また、ビートドライヴ中はBGMが一時的に各キャラクター固有のテーマ曲となる。

#### バウンスアタック
ガード中にYボタンもしくはXボタンを連打する事によって敵を弾き飛ばすことが出来る。使用後はガードクラッシュ寸前の状態となるほか、命中させても敵にダメージを与える事は出来ない。

#### その他の変更点
- 「ステップ移動」に加えて「ダッシュ」が出来るようになった。
- ビートコンボ状態が解除された際に一定の硬直が発生するようになった。
- 敵の攻撃を一定以上ガードし続けると一定時間一切の行動が不可能になる「ガードクラッシュ」が追加された。
- ダウン中にジャンプすると任意のタイミングで起き上がる事が出来るようになった。
- 起き上がり時に左右どちらかの方向キーを入力しているとそちらの方向に移動する事が出来るようになった。

### 登場キャラクター（ドラグレイド2）

#### プレイヤーキャラクター（ドラグレイド2）
ライオ
武器 - ツインブレード / 属性 - 雷
本作の主人公。世界で最高のメジャーグラッパーを目指す新人メジャーグラッパーの少年。カリスマグラッパー・クロスに憧れていて勝敗よりも派手なビートで観客にアピールをするのにこだわっている。ストーリーモードでは世界最大のグラップの祭典「G-1メジャーグランプリ」に参加し勝ち進んでいく。研究員としてグラップワールドに配属された級友のリーシャの手助けをしつつ、終盤には大会の裏で暗躍する黒幕との戦いにも身を投じる。
主人公らしく範囲と発生に優れる弱攻撃を多く持つため初心者にも扱いやすいが、強攻撃全般や地上でのステップ性能の癖が若干強いという面も持つ。ビートドライヴでは自ら2体の残像をまとい、相手に与えるダメージが増加する。
テーマ曲は「サンダー☆サーファー」。
クロス
武器 - ソード / 属性 - 光
幼いころのヒビトにグラップを教えたカリスマグラッパーの男性。かつてのライバル・キングの招待を受け、大会に参戦した。G-1メジャーグランプリ決勝戦でライオとグラップする予定だったが、大会の裏にある何らかの異変に気付く。ライオが敵地に単身乗り込んだ際にはライオのピンチに駆けつけ、ジークと交戦した。
前作でもヒビトの回想シーンで登場（名前は明かされていない）したり、とある女性キャラの会話で名前のみ登場していた。
攻撃範囲やビートドライヴの性能が非常に優秀で、全グラッパー中随一の基礎性能の高さが持ち味。反面でシンプルな技ばかりなので立ち回りが読まれやすい、セットプレイが不得手、背が高いため食らい判定が若干大きいといった欠点も持つ。ビートドライヴでは自動で敵に通常攻撃を行う分身を1体出現させる。
テーマ曲は「ライトソードβ+」。
ジェット
武器 - ブーツ / 属性 - 嵐
組織の命を受けて大会に参戦した、「黒牙」の新入りグラッパー。足技を得意とする。「黒牙」のメンバーではあるが組織の意思に賛同しているわけではなく、組織が狙っている大会の裏のとある「力」を横取りしようとしている。強さをすべてとみなしており、非公式な場でのグラップでは反則だらけの危険な戦法で容赦なく相手を痛めつける。一度怒りを爆発させるとだれにも止められない激情家。
高い機動力と強攻撃による突進を軸に戦うトリッキー型のグラッパー。弱攻撃の発生が軒並み優秀で、機動力を生かした飛び込みからのインファイトもある程度こなす。反面で攻撃判定の弱さや一撃火力の乏しさから火力負けしやすいのが欠点。ビートドライヴでは嵐を纏い、多段ヒットする突進攻撃が可能になる。
テーマ曲は「メタルジェットα」。
ネオン
武器 - サイズ / 属性 - 音
クロスと並んで絶大な人気を誇るグラッパー界のアイドル。普段は清楚な雰囲気を装っているが本性は荒っぽく腹黒な少女。ただし、実力を認めた者に対しては敬意を示す。常人には聞き取れない「マター」の音を聞き取る事が出来る。大会後半では不穏な音にいち早く気づき、クロスに伝える役目を果たした。
挙動が緩慢で火力にも乏しいが、通常攻撃による一時滞空や急降下などを生かした多彩な立ち回りと攻撃範囲の広い強攻撃による制圧戦を得意とする。ビートドライヴでは鎌を振り回しながら鎌の残像を投げつける遠距離攻撃が可能になる。
テーマ曲は「サイズスパーク！」。
カムゾウ / イレバ・カムゾウ
武器 - ファング / 属性 - 牙
老人グラッパー。本名は「イレバ・カムゾウ」。ネオンの大ファンでしつこくつきまとっている。グレイドを召喚する際「カモン・イレイヴァー！」と叫ぶ。かなりの自信過剰でライオとガイの会話に割って入り、無茶をして腰を痛めたこともある。
正面からの差し合いは不得手だが、独特な挙動から繰り出される突進・奇襲を生かした一撃離脱戦法を軸とする。ビートドライヴでは連続ヒットする入れ歯を飛ばす攻撃が可能になる。
テーマ曲は「かみまくりファング」。

#### その他のキャラクター（ドラグレイド2）
キング
武器 - ？ / 属性 - 音
G-1メジャーグランプリの主催者。かつてクロスと並んで世界的なトップグラッパーと称されていた人物で、「最も美しいビートを奏でるグラッパー」とも呼ばれていた。過去にクロスとのグラップの直前にグラッパー生命を失う事故に遭い、引退して行方不明となっていた。引退直後は自身の生きがいであったグラップを失ったことによる失意の日々を過ごしており、その心の隙をある黒幕の人物に利用されることになる。
リーシャ
ライオの級友。ライオからは「優等生のリーシャ」と呼ばれており、その優秀さを買われてグラップワールドのマターエネルギー研究所に研究員として配属されている。大のグラップ観戦好きで、研究所に配属されたおかげでグラップをいつでも現地で観戦できることを喜んでいた。グラッパーの噂話にも詳しく、ストーリーモードではライオに研究用のデータの収集を依頼する代わりに、大会に参加している有力グラッパーの情報をライオに伝える役割を果たす。
マターに関する特殊な体質を持ち、グレイスの実験の対象となる。
グレイス
マターエネルギー研究所の所長。キングの依頼を受け、とある極秘の実験を進めている。研究一筋の人物で他人には冷たく接し、研究さえできれば他のことはどうなっても良いという信条の持ち主だが、リーシャには「間違えたらやり直せば良い」と指導するなど情の無い人間ではない。ストーリー終盤には自身がリーシャに言ったその言葉に救われる事となった。

## テーマソング

### オープニングテーマ
Change Your BEAT
編曲／歌：谷本貴義
作詞：lune
作曲：tenten

### エンディングテーマ
Break up!
編曲／歌：谷本貴義
作詞／作曲：tenten
Guitar：Yo-s,k.
Bass：NATCHIN
chorus：Wild Glappers